# Pat Hennen

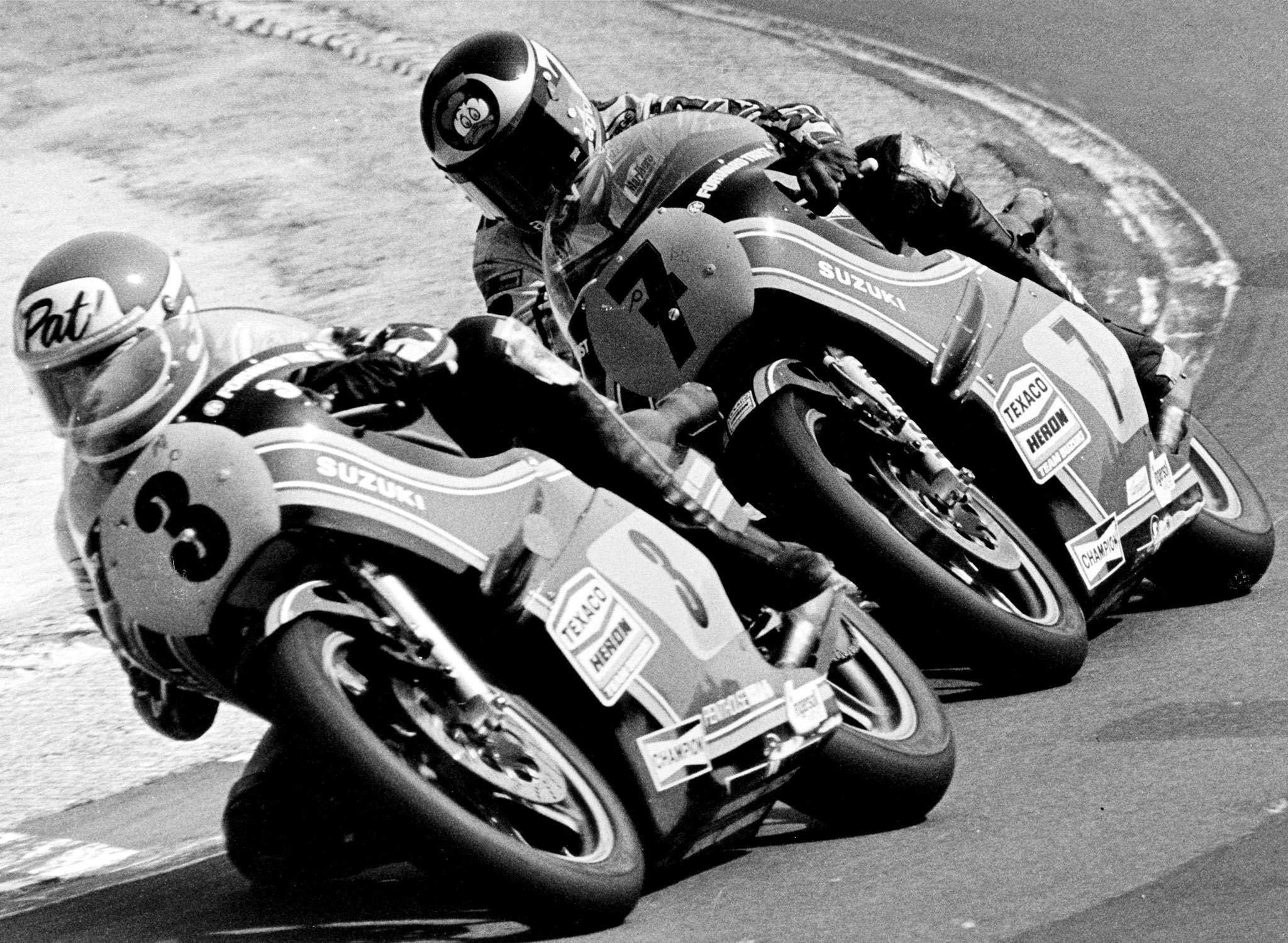
Pat Hennen und dahinter Barry Sheene (1978)

Patrick „Pat“ Hennen (* 27. April 1953 in Phoenix, Arizona, USA; † 7. April 2024) war ein US-amerikanischer Motorradrennfahrer.

## Karriere
Hennen begann seine Karriere bei Sandbahnrennen in North Carolina. Seine Erfolge brachten ihm einen Platz im Suzuki-Werksteam ein, das die Rennen zur Motorrad-Weltmeisterschaft bestritt. Hennen war der erste US-Amerikaner, der einen Grand-Prix-Lauf in der Klasse bis 500 cm² gewann: Er siegte 1976 beim Großen Preis von Finnland und beendete dieses Jahr als Dritter der Gesamtwertung.
Im folgenden Jahr, 1977, siegte Hennen im Großen Preis von Großbritannien und wurde erneut Dritter im Gesamtklassement. Daneben gewann er in drei aufeinander folgenden Jahren die New Zealand Marlboro Series (1974/75, 1975/76, 1976/77) auf verschiedenen Suzukimodellen.
Im Jahr 1978 errang Hennen einen dritten Sieg in einem Grand-Prix-Rennen in Jarama (Spanien). Seine vielversprechende Karriere endete jedoch noch im selben Jahr. Bei seiner Teilnahme an der Tourist Trophy auf der Isle of Man gelang es ihm als ersten, eine Runde in weniger als zwanzig Minuten zu beenden; danach aber stürzte er und erlitt dabei schwere Kopfverletzungen. Hennen konnte sich nach jahrelanger Rekonvaleszenz allmählich davon erholen, war aber nicht mehr in der Lage, seine Karriere fortzusetzen. Im Jahr 2007 wurde er in die Motorcycle Hall of Fame der American Motorcyclist Association aufgenommen.
Hennen starb im April 2024 im Alter von 70 Jahren.

## Ehrungen
- Aufnahme in die Motorcycle Hall of Fame[2]